# Maria Domenica Lazzeri
Maria Domenica Lazzeri conocida como la Meneghina (Capriana, Italia, 16 de mayo de 1815 – Capriana, Italia, 4 de abril de 1848)  fue una mística católica italiana, reconocida por sufrir estigmas y recibir visiones del futuro. La causa para su beatificación inicio en 1943. Fue declarada Venerable en 2023.

## Biografía
Maria Domenica Lazzeri nació  en Capriana, Italia el 16 de mayo de 1815  hija de Margaret y Bartolo Lazzeri fue la menor de cinco hijos, su padre fue un molinero por comercio.  A partir de 1833 se quedó en cama la mayor parte de su vida. Según su médico, ella no comió nada durante los últimos 14 años de su vida, excepto por recibir la Sagrada Comunión. Ella murió el 4 de abril de 1848. Su causa fue reabierta formalmente en 1995, y actualmente ella es llamada Sierva de Dios.

### Primeros años
María Domenica vivió una infancia normal y tranquila para su tiempo y se graduó de la escuela local del pueblo. En su adolescencia, se dedicó a trabajar, orar y ayudar a los sufrientes, especialmente a los afectados por las epidemias que azotaron esa zona en la década de 1820, ayudó a sus vecinos y a las comunidades cercanas, especialmente a cuidar a los niños pequeños .
Durante ese período, se dedicaba a leer las vidas de los santos, especialmente los escritos de San Alfonso María de Ligorio y los relatos de la pasión de Cristo y crucifixión de Jesús, en los que mostró una marcada preferencia.

### La muerte de su padre y su misteriosa enfermedad
En 1829, su padre Bartolo muere de neumonía. Maria Domenica solo tenía trece años. Si bien es normal que una niña sufra debido a la pérdida de su padre, para Domenica la pérdida de su padre fue algo más, ya que marco el comienzo de su increíble viaje místico. Desde ese fatídico día, su salud comenzó a deteriorarse lentamente. Ella se empezó a sentir cada vez más afectada por misteriosas enfermedades físicas que eran inexplicables y que lentamente la debilitaron y la ayudaron a ingresar a una vida espiritual más intensa.
Durante más de un año, cuando tenía entre 17 y 18 años, toda la región estaba infectada por una epidemia de gripe. Durante este tiempo, ella pasó innumerables horas ayudando a cuidar a personas cercanas.

### Enfermedad
El 15 de agosto de 1833 (la fiesta de la Asunción de María) comenzó lo que el Dr. Leonardo Cloch definió como la larga y dolorosa enfermedad de María Domenica Lazzeri. Comenzó con su permanencia en la cama con lo que se creía que era la gripe, junto con su madre, pero a diferencia de esta última, que reanudaría sus actividades normales dentro de una semana, Domenica se quedaría postrada en la cama por el resto de su vida desde los 19 años hasta los 33 años hasta su muerte en enero de 1848. 

### Abstinencia de comida y bebida
Poco después, junto con los extraños y misteriosos síntomas que la acosaron y la obligaron a permanecer postrada en la cama, su madre Margaret se da cuenta de que por la noche parece que no duerme en absoluto, y también come cada vez menos. En Pascua el año siguiente 1834, su madre llamó al Dr. Cloch, quien visita a la paciente y comienza a mantener registros meticulosos que hoy nos permitieron dar a conocer la historia. Progresivamente, en el curso de poco más de un año, ya no necesitaba dormir, comer, ni beber, excepto la Sagrada Comunión, que recibió mientras estaba en su cama todos los domingos. Ella vivió únicamente fuera de la Eucaristía durante 12 años. Porque mi carne es alimento real y mi sangre es bebida real (Juan 6:55)

### Estigmas
Junto con la completa abstinencia de comida, bebida y sueño, le sobrevienen gracias místicas. En 1835 empieza a recibir estigmas sangrientos, que pronto fueron seguidos por la mística corona de espinas. Estos estigmas los recibiría cada jueves por la noche hasta el viernes por la tarde, En una ocasión, se contaron las lesiones de la corona de espinas en su cabeza y hubo cuarenta heridas de penetración. A veces, ella también sangraba a través de heridas en varias partes de su cuerpo, parecidas a la flagelación. Y así es que se convierte en una verdadera imagen viviente de Jesús Crucificado. 
Después de documentar los estigmas en numerosos viernes, el Dr. Leonardo Cloch, médico del Hospital Cívico primario y militar de Trento, que estudió el fenómeno de cerca, emitió un informe en los Anales de la Medicina Universal en 1837 y luego, con la ayuda del Dr. Antonio Faes de Anthony de la Universidad de Padua, continuó con informes similares al Departamento Médico de científicos italianos reunidos en el Congreso en Nápoles en 1845, Génova 1846, Venecia 1847. 

En su testimonio escrito, el Dr. Cloch dice:
La sangre a menudo gotea de los pies hacia arriba, en contra de todas las leyes de la física. Parece que la niña está reproduciendo en sí misma la historia de toda la pasión de Cristo, llegando a un pico de gravedad todos los viernes por la tarde, cuando, después de un período de sangrado profuso, parece morir, o más bien, cae en un estado aparente muerte, pero poco después se recupera por completo.
Las noticias de esta joven pronto llegan a Trento. El obispo, el beato Giovanni de Nepomuceno Tschiderer (fallecido † 1860 y ha sido declarado Beato-predicador) ordena una investigación de oficio. Tales extraordinarias gracias místicas no eran nuevas para este santo obispo, ya que otras dos mujeres en su diócesis están sujetas a fenómenos místico-físicos: Maria von Moerl y Crescenzia Nierklutsch. 
La fama de la joven Capriana pronto salió de los límites de la diócesis de Trento, y se extendió por toda Italia y Europa. A juzgar por el fenómeno digno de ser conocido, los editores europeos, comenzaron a imprimir varias obras populares entre 1836 y 1848, cuyos autores fueron a menudo testigos oculares del estigma, la resistencia del sufrimiento y el espíritu de oración vivida a diario por Maria Domenica. 
Además, la historia de su vida atrajo la atención de numerosos especialistas médicos de toda Europa, así como de obispos y arzobispos, incluida la de Sídney en Australia, junto con innumerables laicos. Con independencia de los antecedentes de los visitantes, todos los dejaron llenos de admiración, serenidad y paz, inspirados y convencidos de su santidad. Muchos más tarde realizaron un registro escrito de lo que habían presenciado. Debido a su caso, se organizaron varios debates culturales y religiosos de la época entre grupos católicos y protestantes en Europa y Australia. Mientras tanto, María Domenica, continuó en su lecho de dolor experimentando la Pasión de Cristo en ambas manos y pies como una imagen viva de Jesús Crucificado.

### Dones místicos
Maria Domenica tenía otros dones místicos, como el conocimiento de ciertos eventos futuros, el conocimiento de idiomas que nunca se habían estudiado, aunque permaneció completamente postrada en la cama, a menudo sabía, lo que se decía a lo lejos, podía escuchar la Santa Misa siendo dicha en la Iglesia católica vecina e inexplicablemente pudo repetir el sermón de los días dado por el predicador local. 
Domenica también tuvo el don de la bilocación que se menciona en las cartas del Beato John De Nepomuceno Tschiderer, el Obispo de Trento, en el que la niña había desaparecido más de una vez de su cama para encontrarse en Caldaro o Tscherms para orar en unión con otras dos mujeres estigmatizadas que fueron sus contemporáneas. 
Eventualmente, debido a la multitud de personas que venían de todas partes a visitarla, este obispo se vio obligado a implementar estrictas medidas de acceso a la casa por parte de los visitantes, lo cual fue agradecido con gusto por Meneghina, que no pudo soportar tantas visitas y estaba en peligro de perder la calma necesaria para la meditación, la reflexión y la oración. 
Este mismo obispo evitó cautelosa y prudentemente ir a visitarla personalmente, pero en privado y por escrito la siguió de cerca en sus pruebas, expresando respeto y admiración, no dudó a tiempo para tomar su defensa contra los informes falsos y los rumores que circularon en la prensa británica. 
Una fuente también dio una cita del Dr. Leonardo Cloch que decía que Domenica no necesitaba lavarse, y a pesar de que sus estigmas y heridas de flagelo sangraban profusamente, luego se descubrió que su ropa y sábanas eran blancas y limpias. El autor de estas líneas no pudo verificar estas declaraciones particulares. 

### Muerte
Al igual que Jesús, tenía 33 años cuando falleció el 4 de abril de 1848. Después de catorce años de enfermedad, ayuno y falta de sueño, habiendo pronosticado muchos eventos tanto alegres como tristes, incluida la fecha exacta de su muerte a la edad de 33 años, Las Penas de Capriana y El Crucifijo viviente, como se la conoce, dejó este mundo. Su cuerpo permaneció expuesto durante siete días para que la vinieran a ver los fieles y en el momento del entierro, se descubrió que su cuerpo tenía un olor especial como si fuera un ramo de flores.

## Progresión de la causa de la canonización
El primer acto oficial de su causa fue en 1943, seguido de la exhumación y el reconocimiento oficial del cuerpo en agosto de 1944, pero la causa fue aplazada debido a los acontecimientos de la Segunda Guerra Mundial. Después de cincuenta años su causa sufrió de abandono y silencio, la causa fue retomada a principios de los 90 y el 4 de abril de 1995, el Arzobispo de Trento, Giovanni Maria Sartorio, celebró en la Iglesia la apertura del proceso de beatificación de la Sierva de Dios, Maria Domenica Lazzeri. Tras una progresión exitosa en la diócesis local de Trento, la causa se trasladó en el año 2000 a Roma, a la Congregación para las Causas de los Santos de la Santa Sede.
Fue declarada Venerable por el papa Francisco el 23 de marzo de 2023.